# دان روزين
دان روزين (بالإنجليزية: Dan Rosen)‏ هو كاتب سيناريو ومخرج أمريكي، ولد في 11 نوفمبر 1963 في بالتيمور في الولايات المتحدة.

## وصلات خارجية
- دان روزين على موقع IMDb (الإنجليزية)
- دان روزين على موقع ألو سيني (الفرنسية)
- دان روزين على موقع أول موفي (الإنجليزية)
- دان روزين على موقع قاعدة بيانات الأفلام السويدية (السويدية)
- دان روزين على موقع قاعدة بيانات الفيلم (الإنجليزية)
- دان روزين على موقع كينوبويسك (الروسية)